# Wind Jet

La rete dei collegamenti nel 2007

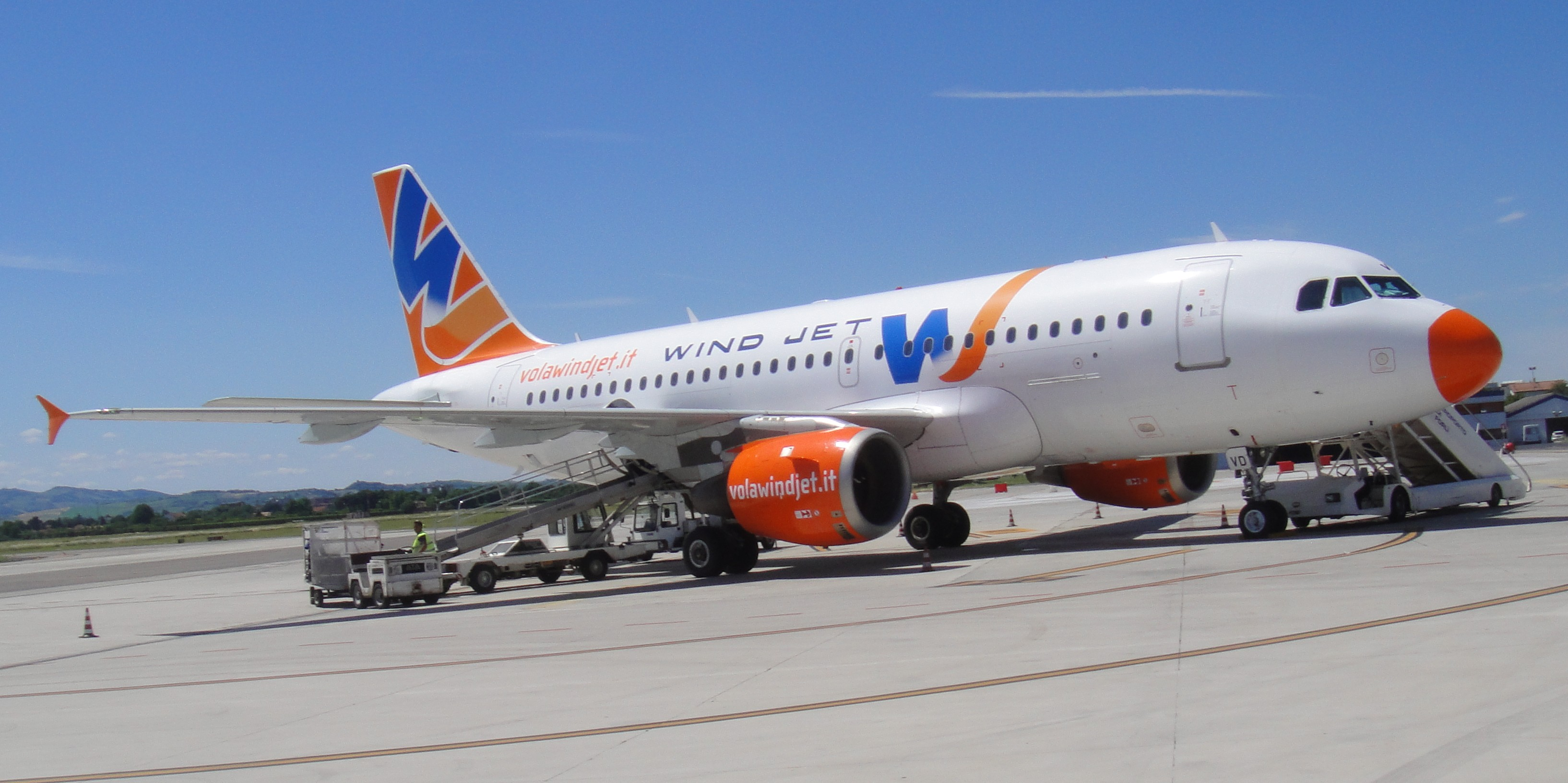
Airbus A.319-100 nell'aeroporto di Forlì

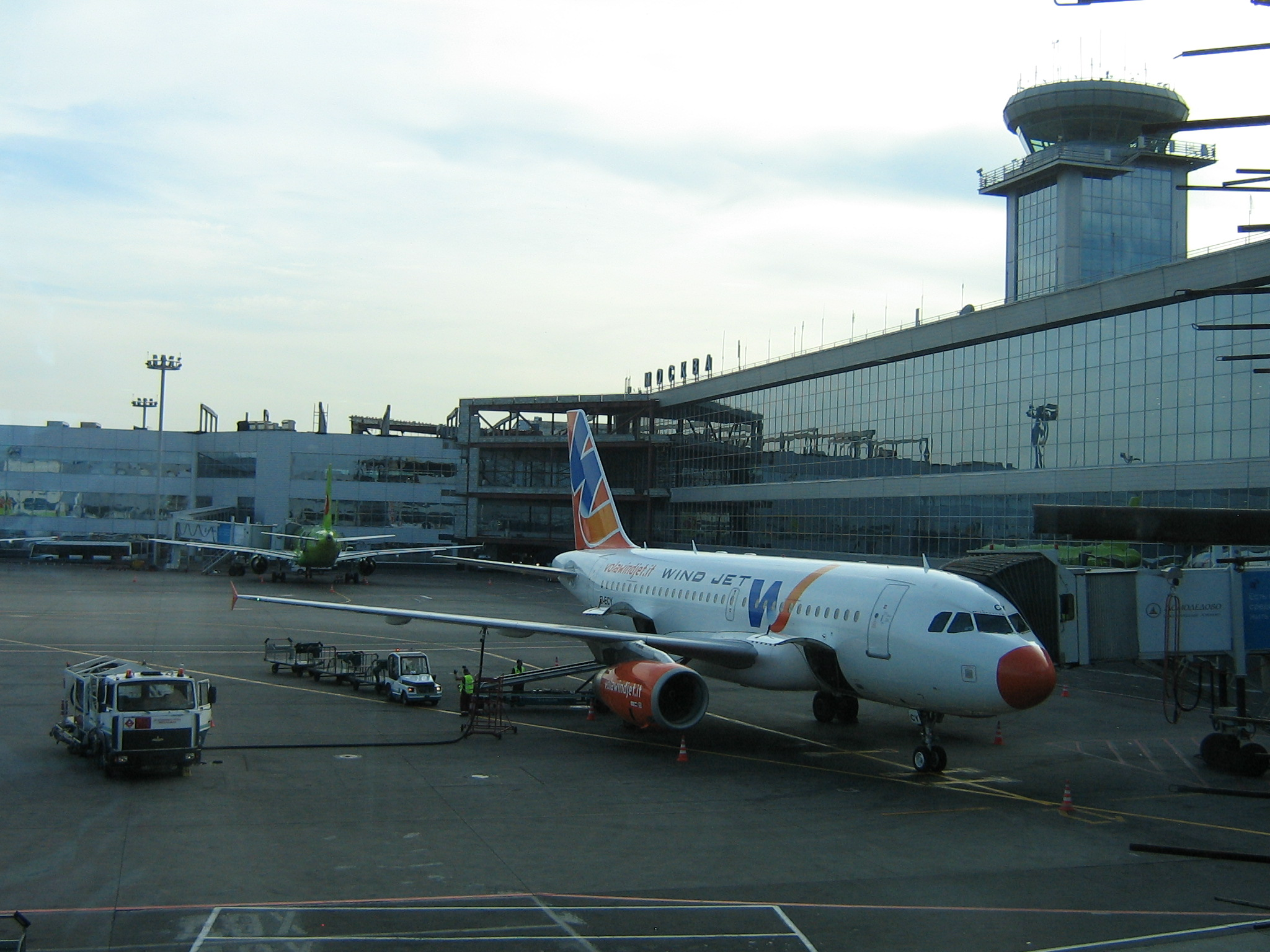
Airbus A.319 nell'aeroporto di Mosca-Domodedovo.

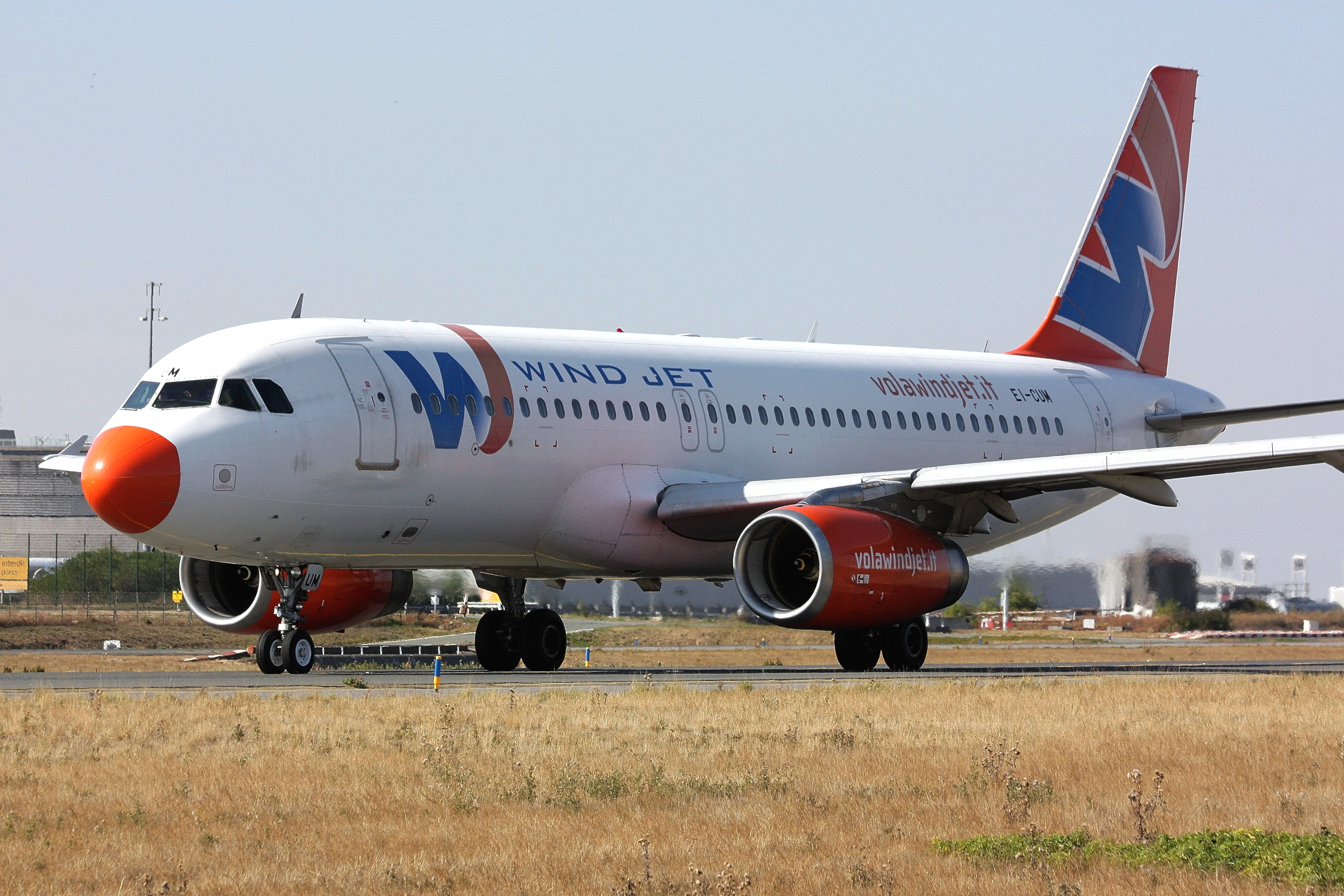
Airbus A.320 nell'aeroporto Charles de Gaulle di Parigi

Wind Jet S.p.A. è stata una compagnia aerea a basso costo fondata nel gennaio 2003 a Catania per iniziativa di Antonino Pulvirenti, imprenditore della grande distribuzione alimentare Fortè e, per alcuni anni, presidente del Catania calcio. Wind Jet, prima aerolinea low cost italiana per passeggeri trasportati, ha utilizzato una flotta di 13 Airbus tra A.319 e A.320 su rotte nazionali e internazionali, soprattutto verso il nord ed est Europa. La sede legale era a Catania e le basi operative erano situate presso gli aeroporti di Catania, Palermo e, dal 2011, anche di Rimini-Miramare. L'11 agosto 2012, a causa di problemi finanziari, la compagnia ha cessato le proprie attività.

## Storia
- 18 giugno 2003: primo volo Catania-Roma con 142 passeggeri a bordo, effettuato da un A320.
- Luglio 2003: la flotta è composta da tre Airbus A320 ed effettua collegamenti da Catania e Palermo per Roma, Milano, Forlì e Parigi.
- 10 maggio 2004: viene annunciato di aver trasportato quasi un milione di passeggeri.
- 21 marzo 2006: inizio dei collegamenti tra Forlì e Mosca e aumento di quelli con la capitale francese.
- Maggio 2006: entra in servizio il decimo A320 e iniziano i collegamenti con la Romania.
- 31 dicembre 2006: dopo aver ricevuto l'undicesimo A.320 e aperto collegamenti con San Pietroburgo, Pisa e Verona Wind Jet annuncia di aver trasportato dall'inizio dell'anno 2 milioni e 220.000 passeggeri.
- 2007: consegna di due Airbus A.319 ex Air France e, nei primi mesi dell'anno, trasporta 1 milione e 300.000 passeggeri.[1]
- 2008: con oltre 2.900.000 passeggeri trasportati, diventa la prima compagnia low cost italiana.
- 2009: apertura della nuova base operativa a Forlì[2]
- 2011: chiusura della base di Forlì ed apertura di una nuova base presso l'Aeroporto di Rimini-Miramare.
- 2012: il 10 agosto fallisce la trattativa che prevedeva l'acquisto da parte di Alitalia per mancata presentazione dei documenti alla stessa[3].
- 2012: 11 agosto Wind Jet sospende tutti i voli lasciando oltre 300.000 passeggeri sconsolati a terra[4][5][6].

### La crisi del 2012 e la tentata fusione con Alitalia
Il 25 gennaio 2012, Alitalia dichiarava di volersi integrare con Wind Jet e Blue Panorama, fusione che si sarebbe concretizzata il 13 aprile: in tale data fu firmato (sulla carta) il contratto per l'acquisizione, da parte del Gruppo Alitalia, di Wind Jet. Il 26 aprile successivo, denunciando perdite economiche pesantissime, l'azienda disponeva la procedura di mobilità per tutti i 504 dipendenti. Alla fine di luglio, l'acquisto si complicava: l'autorità garante della concorrenza e del mercato - l'antitrust italiana - dava parere favorevole a condizione che Alitalia cedesse alcune posizioni (i cosiddetti slot) da e per l'aeroporto di Milano-Linate. A queste condizioni, Alitalia valutava di perdere 20 milioni di €uro il primo anno e 30 il secondo. Per questa ragione chiedeva alla proprietà Wind Jet garanzie relativamente ai debiti contratti. Per contro l'amministratore delegato Stefano Rantuccio accusava Alitalia di voler ottenere migliori condizioni economiche. In risposta a queste dichiarazioni, all'inizio del mese di agosto Alitalia annunciava di voler rinunciare all'acquisto. A questo punto ENAC inoltrava a Wind Jet una richiesta di garanzie di solvibilità nei confronti dei creditori e di regolarità nelle operazioni di volo. L'ENAC chiedeva anche di cessare l'emissione di biglietti, provvedimento che WindJet adottò subito chiudendo il sito internet.
La crisi di Wind Jet sarebbe da imputare alla sfavorevole situazione economica internazionale, all'aumento del costo delle materie prime, ad alcuni incidenti ed eventi eccezionali, come, ad esempio, l'acquisto del brand Wind Jet dalla controllante Meridi per 10 milioni di euro.

### Il concordato del 2013
Il 19 ottobre del 2013 il 92% dei creditori votava per la ripresa dell'attività. L'accordo prevedeva la restituzione del 48% dei debiti ai creditori privilegiati e il 5% a tutti gli altri. Tale concordato fu possibile grazie all'intervento del presidente Antonino Pulvirenti, che mise a disposizione il capitale della finanziaria Finaria spa, di cui era il titolare.

### L'inchiesta della magistratura
Nel luglio 2015 la Procura di Catania iscrisse nel registro degli indagati 14 persone, tra cui i vertici della società, con l'accusa di bancarotta fraudolenta.
Il presidente Pulvirenti, insieme all'amministratore delegato Stefano Rantuccio, furono arrestati il 29 gennaio 2016 dalla Guardia di Finanza su disposizione del GIP del Tribunale di Catania. Avrebbero aggravato lo stato di dissesto di Wind Jet per oltre 160 milioni di €uro, tramite operazioni dolose compiute a partire dal 2005.

## Servizi offerti

### Inflight magazine
Wind Jet pubblicava il bimestrale di bordo Check-Out, con redazione a Catania.

### Aerotaxi
Tramite il proprio marchio, Wind Jet Platinum Line, Wind Jet offriva un servizio di aerotaxi con due esemplari di Piaggio P180 Avanti.

## Incidenti
- Il 18 agosto 2008: il volo IV 492, effettuato con l'Airbus A319, con 128 passeggeri e 5 membri dell'equipaggio a bordo, proveniente dall'aeroporto di Pisa diretto a Palermo punta Raisi, ha subíto un guasto elettrico in volo, causando lo spegnimento delle luci e di un motore. Precipitando per qualche metro nel vuoto, subito dopo i piloti hanno ripreso il controllo del velivolo. Nessun passeggero ha riportato ferite, il guasto è stato riparato dopo l'atterraggio.
- Il 1º agosto 2009: il volo IV 209, effettuato con l'Airbus A320 EI-DFO, subito dopo il decollo dall'aeroporto di Parma, e diretto a Palermo Punta-Raisi, ha impattato con uno stormo di gabbiani risucchiando alcuni volatili nel motore sinistro. L'Airbus è dovuto rientrare con il solo motore destro seguendo le procedure d'emergenza. Nessun ferito tra i circa 148 passeggeri.
- Il 7 novembre 2009: il volo IV 492, effettuato con l'Airbus A319, con 128 passeggeri e 5 membri d'equipaggio a bordo, proveniente dall'aeroporto di Forlì diretto a Mosca-Domodedovo entrando nello spazio aereo della Bielorussia ha richiesto l'atterraggio d'emergenza all'aeroporto di Minsk in seguito alla rottura di un vetro nella cabina di pilotaggio[16]. In seguito all'atterraggio d'emergenza all'aeroporto di Minsk nessuno a bordo dell'aereo ha riportato i danni. 125 passeggeri dell'aereo sono stati trasportati da Minsk a Mosca-Šeremet'evo con il Boeing 737-500 della bielorussa Belavia, 3 passeggeri hanno rifiutato di continuare il viaggio in seguito all'incidente. Il guasto dell'aereo è stato riparato all'aeroporto di Minsk[17].
- Il 24 settembre 2010: il volo IV 243, effettuato con l'Airbus A319 EI-EDM, proveniente da Roma-Fiumicino e diretto a Palermo, con 124 passeggeri a bordo e 5 membri di equipaggio, è atterrato 367 metri prima della soglia pista in condizioni di maltempo causando il lieve ferimento di alcuni passeggeri[18]. A fronte dell'identificazione da parte della compagnia della causa in un evento di wind shear, i Pubblici Ministeri hanno invece contestato ai due piloti - che hanno chiesto di essere processati col rito abbreviato - una serie di errori nelle manovre di atterraggio[19] (nell'aprile 2013 viene pubblicata una registrazione degli ultimi quattro minuti della conversazione tra i due piloti)[20].